# 마 (드라마)
《마》(馬)는 1982년 8월 7일에 방영된 TV문학관이다.

## 줄거리
길중(장항선)은 옷과 화장품을 주로 판매하는 판매상으로 전국을 떠돌아 다닌다. 그는 전국을 돌며 장사하는 자신의 신세를 이제는 즐기게 되었다. 어쩌다가 만나서 같이 살게 된 춘자(차화연)마저 귀찮다는 이유로 내버려 두고 혼자 길을 떠날 정도로 길중의 방랑벽은 강하다. 이같은 길중의 방랑벽에 화가 난 춘자는 전국 장터를 돌며 길중을 찾는데...

## 출연
- 장항선
- 차화연
- 박혜숙
- 지계순
- 장학수
- 윤덕용
- 김해권
- 임혁
- 이주실
- 이진희
- 박해상
- 조재훈
- 유병준
- 유승봉
- 김진오
- 이두섭
- 김진란
- 이제신
- 한명순
- 김정한